# Нікола Радоня
Нікола Радоня (серб. Никола Радоња) — сербський шляхтич та хронікер XIV століття, представник династії Бранковичів.

## Життєпис
Нікола Радоня був сином Бранко Младеновича та мав молодших братів Вука та Гргура. Одружився з Єленою — сестрою Углєші Мрнявчевича. Радоня мав титул цезаря та володів землею з центром у місті Сере, де жив разом з дружиною та двома дочками.
Дружина та дочки Ніколи Радоні померли в молодому віці, тож він вирішив зректися своїх феодальних володінь і після осені 1364 року став монахом, взявши ім'я Герасим. Він служив у монастирі Хіландар, а також у монастирях Кутлумуш та святого Павла. Завдяки Радоні його брат, Вук Бранкович, став першим сербським феодалом, що отримав привілеї ктитора в монастирі Хіландар після початку занепаду Сербського царства. Перша згадка Радоні під монашим ім'ям Герасим у писемних джерелах датується 1376—1377 роками й належить грамоті Вука Бранковича, виданій монастиреві Хіландар. Близько 1380 року Радоня разом з Антоніє Багашем викупили в монастиря Ксиропотаму руїни монастиря святого Павла та відбудували його. 1389 року Радоня знову згадується під ім'ям Герасим у документі, виданому сербським князем Лазарем Хребеляновичем. За час служіння в монастирі Радоня отримав ступінь ієросхимонаха.
Після смерті Вука Бранковича 1396 року Нікола перепоховав його мощі в монастирі святого Павла на горі Афон.
Радоня помер 3 грудня 1399 року, ймовірно, в монастирі святого Павла.
За деякими припущеннями, Нікола Радоня написав «Герасимів літопис» — твір, що повідомляє про події битви на Косовому полі, зокрема про те, як Мілош Обилич убив султана Мурада II. Цей літопис нібито зник на початку XX століття.